# Birkenlohe
Birkenlohe (bis ins 19. Jahrhundert hinein auch Birkenlooch oder Birkenlauch genannt) ist ein Dorf der Gemeinde Ruppertshofen im Ostalbkreis im östlichen Baden-Württemberg.
Zur Gemarkung Birkenlohe gehören die Wohnplätze Haldenhaus, Hofstatt und Jakobsberg.

## Geographie

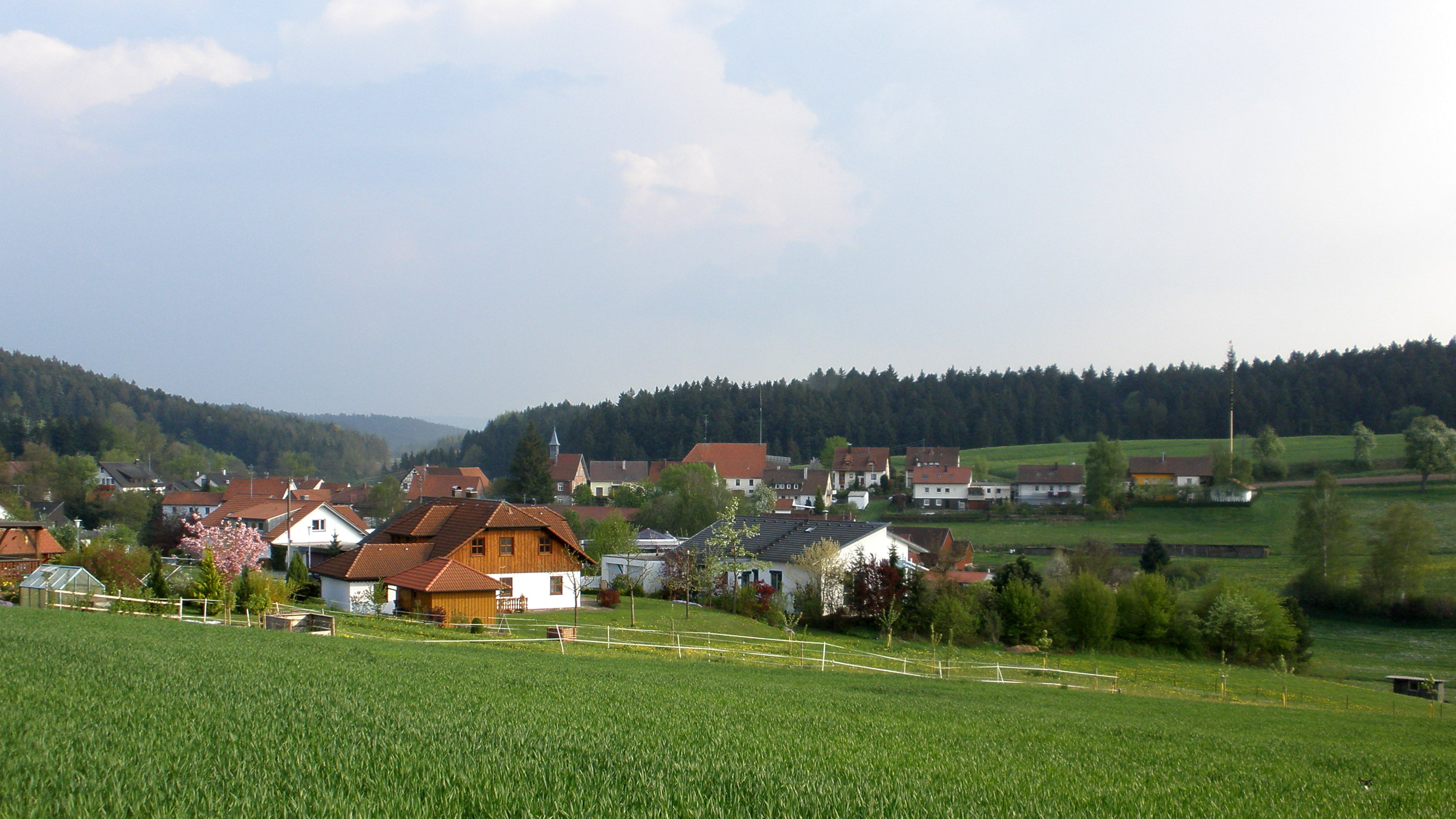
Blick aus nördlicher Richtung auf Birkenlohe

Birkenlohe liegt im Tal der etwa südwärts laufenden „Gschwender“ Rot, deren Talmulde naturräumlich gesehen zum Unterraum Hinterer Welzheimer Wald des Welzheimer Wald gehört, während die Höhen im Westen die östlichste und Spraitbacher der Welzheim-Alfdorfer Platten im Welzheimer Wald bilden und nach Osten zu die Frickenhofer Höhe im Vorland der östlichen Schwäbischen Alb angrenzt. Beide Hochebenen liegen im Lias, während das Tal in den Keuper eingeschnitten ist.
Aus dem Westnordwesten mündet durch den Ort der Schlechtbach, gegenüber von ihm aus dem Nordosten das Lindenbächle in die Rot. Birkenlohe liegt in einem Wasserschutzgebiet um Gschwend an der obere Rot.

## Geschichte
Der Namensteil -lohe im Ortsnamen weist darauf hin, dass Birkenlohe um 1000 n. Chr. entstanden sein könnte. Erstmals urkundlich erwähnt wurde Birkenlohe 1360. Der Ort war im Besitz des Heinrich von Rechberg zu Heuchlingen. Damals verkaufte der Graf den Großen und den Kleinen Zehnten von Birkenlohe an das Kloster Gotteszell. Schon wenige Jahre später erwarb er wieder die Hälfte des Zehnten. Bis 1586 waren die Grafen von Rechberg und das Kloster Gotteszell Grundherren von Birkenlohe. Durch Kauf oder Tausch gelangten die Schenken von Limpurg in den Besitz des ganzen Ortes. Bis zur Auflösung der Grundherrschaften 1806 war Birkenlohe dann in deren Besitz. 1806 wurde Birkenlohe ein Teilort von Ruppertshofen.
In Band 2 von Heinrich Perschers Geschichte und Beschreibung der zum fränkischen Kreise gehörigen Reichsgrafschaft Limpurg heißt es über Birkenlohe:
...b) Birkenlohe, im Volksmund Birkenlooch oder Birkenlauch, 1 St. nordwestlich von R. (Ruppertshofen) am Schlechtbach, der hier in die Roth fällt. Heinrich von Rechberg zu Heuchlingen, damals der Herr des Ortes, verkauft 1360 dem Kloster Gotteszell mit dem Kirchensatz von Spreitbach und Zimmerbach auch die großen und kleinen Zehenten von Birkenlauch, Hönig, Vorder- und Hinter-Linthal etc., erwirbt aber später wieder die Hälfte der hiesigen Zehenten. Limpurg kauft 1586 von Rechberg mit Eschach 8 hiesige Güter, d. h. den ganzen Ort. Die Sägmühle wurde 1601 erbaut. Limpurg hatte 1741 in 10 Wohngebäuden 10 Unterthanen; 1785 aber 120 Einwohner. Damals lagen 3 Seen bei dem Orte, die 1774 theilweise in Wiesen verwandelt wurden; der eine war 798, einer der andern 330 Quadrat-Ruthen groß. Über die hier geborene Somnambule, Marg. Weller, welche 1702 als Prophetin galt, s. Prescher II, 121...
In der Nacht vom 27. auf den 28. Juli 2000 brannten die Produktionshallen der Fensterfabrik Grau bis auf die Grundmauern nieder.

## Wirtschaft und Infrastruktur

### Verkehr
Durch Birkenlohe verläuft aus Gschwend im Nordwesten kommend die Kreisstraße K 3253 über Ruppertshofen nach Leinzell. Niederrangigere Straßen führen zu den Wohnplätzen in der Umgebung.
Eine Linie der FahrBus Gmünd verbindet den Ort mit Schwäbisch Gmünd und Gaildorf.

## Freizeit
Beim Jakobsberg befindet sich ein Bogenparcours.

## Persönlichkeiten
- Doris Jannausch (* 30. August 1925 in Teplitz-Schönau; † 10. Dezember 2017 in Birkenlohe[8]) war eine deutsche Schriftstellerin, Theater-Schauspielerin und Kabarettistin und hat zahlreiche Kinderbücher sowie heitere Erwachsenenromane veröffentlicht. Doris Jannausch ist Trägerin des Literaturpreises Eule des Monats der Zeitschrift Bulletin. Sie lebte in Ruppertshofen-Birkenlohe.

- Margarethe Weller (1670–1731), wurde bekannt als die Sontheimer Prophetin. Sie war die Tochter von landwirtschaftlichen Hilfskräften und wurde in Birkenlohe geboren. Später, als Margarethe herangewachsen war, übersiedelten sie nach Obersontheim. Schon in Birkenlohe stellten ihre Eltern bei ihr „übersinnliche Kräfte“ fest. Sie verfiel in Ekstase und machte dann unverständliche Aussagen über die Zukunft. Heinrich Prescher, Pfarrer von Gschwend hat darüber ausführlich berichtet[5][9][10]:

Aber eine noch merkwürdigere Weibsperson war Margaretha Wellerin, von Birkenlohe gebürtig, zu Obersontheim. Sie wurde zuweilen von einem ganz ausserordentlichen Schlaf befallen, der 10 Tage und länger ununterbrochen fortwährte, und wovon sie niemand erwecken konnte. Denn sie erkaltete, und würde als ein Todter behandelt worden seyn, hätte man ihren Schlaf aus öfterer Erfahrung nicht gekannt. Im Sept. 1702 fieng sie gar an, zuweilen stumm zu seyn, welches ein Vorzeichen des bald folgenden Schlafs war, der sie überfiel, wo sie gieng und stund, auf öffentlichen Wegen, an Wassern und dergleichen unbequemen Orten. Wenn sie wieder aufwachte, hatte sie in ihrer Entzückung allerley Dinge gesehen, und wußte sonderlich viel von den künftigen Schicksalen des Landes zu reden. Da sie einen stillen Wandel liebte, so fand sie unterm Volk viel Kredit, und man hieß sie gemeinhin die Sontheimische Prophetin, oder auch die Siebenschläferin. Allein kaum hatte man angefangen, ihr die Essentia dulcis zu gebrauchen, so verlohr sich Schlaf- und Propheten-Gabe. Sie fuhr im Gebrauch jener Arzney fort, und ward im folgenden Jahr von aller Beschwerde frey. 1 So verdächtig aber dieser Vorgang ihren Prophetenberuf machte, so nüzlich war er dem Sontheimer Waisenhaus, welches nun desto mehr der Hällischen Arzneyen verdebitirte.